# Fulbert Petit
Pour les articles homonymes, voir Petit.
Fulbert Petit, né le 27 juillet 1832 à Saint-Fort-sur-Gironde (Charente-Inférieure, aujourd'hui Charente-Maritime) et mort le 28 août 1909 à Besançon, est un prélat français, évêque du Puy puis archevêque de Besançon.

## Biographie
Fulbert Petit est le fils d'André Petit, meunier, et de Céleste Dubois. Ordonné prêtre le 6 juin 1857 à La Rochelle, il est successivement vicaire à Saint-Fort-sur-Gironde, professeur à Montlieu-la-Garde puis vicaire à la cathédrale Saint-Louis de La Rochelle et protonotaire de l'évêché (1858). Après avoir été aumônier des bénédictines de Saint-Jean-d'Angély (1864), il devient, comme chancelier de l'évêché (1867), chanoine titulaire, théologal du chapitre, et enfin vicaire général du diocèse de La Rochelle et Saintes, le principal collaborateur de Pierre Ardin, prélat qui se qualifie ouvertement de républicain dès les débuts de la Troisième République. 
La promotion de l’abbé Petit au siège épiscopal du Puy-en-Velay en 1887 puis au siège métropolitain de Besançon le 30 janvier 1894, peut être interprétée comme la volonté de l’administration des cultes, dans la période d’apaisement de « l’esprit nouveau », de nommer un « évêque, citoyen et patriote », comme Fulbert Petit se définit lui-même. 
Profondément mystique et proche du néo-thomisme, il en appelle à un « concordat moral avec les démocraties » en se référant à la fois aux pionniers du catholicisme libéral et au magistère romain, garant de l’unité et de l’universalité du christianisme. 
Durant les débats concernant la loi de séparation des Églises et de l'État, il apparaît comme un modéré favorable à un « essai loyal » de la loi. 
Dans ce contexte, l’archevêque de Besançon fait figure de chef de file des « transigeants » et d’interlocuteur privilégié  puisqu’il est reçu plusieurs fois par Pie X. Il joue un rôle considérable au sein de la commission préparatoire de l’assemblée plénière de l’épiscopat (mars 1906), en particulier à propos du projet de statuts organiques pour les associations cultuelles, pour lequel il a été mandaté. 
Mais à Rome, la Congrégation des Affaires ecclésiastiques rejette la solution proposée par les évêques français, et un mois plus tard, le 10 août 1906, l’encyclique Gravissimo officii munere condamne officiellement les cultuelles. 
Avec la séparation, Fulbert Petit doit abandonner son palais archiépiscopal et se réfugier chez les sœurs de la Charité, où il meurt le 6 décembre 1909.

## Distinction
- Chevalier de la Légion d'honneur (25 juillet 1891)[3]

## Sources
- René Surugue, Les archevêques de Besançon. Biographies et portraits, Besançon, 1931
- Maurice Rey (sous la direction de), Histoire des diocèses de Besançon et de Saint-Claude, Paris, Beauchesne, 1977
- Gaspard Nyault et Vincent Petit, « La Séparation de l'Église et de l'État à travers l'exemple d'une chrétienté de l'Est : la Franche-Comté », dans La Séparation en province, Paris, Akademos, 2005, p. 123-137.